# Sistema electoral mayoritario
El sistema electoral mayoritario es uno de los dos grandes tipos de sistema electoral. Frente al sistema electoral proporcional en el que el porcentaje de votos que reciben las candidaturas se traduce en un porcentaje similar del número de escaños, en el mayoritario existe una gran diferencia entre la proporción de los votos obtenidos y la proporción del número de escaños. Es el sistema electoral aplicado en Reino Unido, Estados Unidos, Canadá, Australia y Francia, entre otros países. Por otro lado, favorece el sistema de partidos bipartidista, mientras que el proporcional favorece el multipartidista.

## Tipos
La diferente interrelación de los cinco componentes de los sistemas electorales (circunscripción electoral, forma de la candidatura, estructura del voto, barrera electoral y fórmula electoral) da como resultado los siguientes cinco tipos de sistemas electorales mayoritarios: sistema mayoritario uninominal, sistema mayoritario plurinominal, sistema mayoritario de doble vuelta, sistema mayoritario de voto alternativo y sistema mayoritario de voto limitado. 

### 1. Sistema mayoritario uninominal (first-past-the-post)
Este sistema se aplica en las circunscripciones uninominales, es decir, aquellas en las que se elige solamente a un diputado. Obtiene el escaño el candidato que más votos obtiene, siendo suficiente con la mayoría simple. Es propio de los países anglosajones según la fórmula first-past-the-post, ('el primero consigue el puesto') o winner-takes-all ('el ganador se lo lleva todo'). Este sistema se considera el más desproporcional de todos ya que gana el candidato situado en primera posición, independientemente de los votos conseguidos por el resto de candidatos («perdiéndose» sus votos), y ni tan siquiera se requiere que el ganador obtenga más votos que la suma de los votos de sus adversarios.
Con este sistema se ha dado algún caso en el que el partido que ha obtenido más votos a nivel nacional no tenga la mayoría en el Parlamento, sino el segundo. Ocurrió en Reino Unido en 1929, 1951 y 1974 y en Nueva Zelanda en 1978 y 1981. También puede suceder que un partido con un porcentaje determinado de votos diseminados por todas las circunscripciones puede quedarse sin ningún escaño en el parlamento (o con solo unos pocos) y que un partido que tenga una distribución geográfica concentrada del voto sí consiga bastantes escaños (es lo que sucedió con el Partido Nacional Escocés que en las elecciones generales del Reino Unido de 2015 obtuvo 56 diputados con el 4,7 % de los votos, mientras que el Partido Liberal-Demócrata, con sus votantes dispersados por todo el territorio, solo consiguió 8 diputados con un 7,9 % de los votos).
Como ha señalado Xavier Torres, «esta fórmula [electoral] crea artificialmente, por un lado, la posición mayoritaria de un partido en el Parlamento (una mayoría parlamentaria unipartidista) y, por el otro, un Gobierno monocolor apoyado por un solo partido. Por lo tanto, en general, puede decirse que la toma de decisiones está menos consensuada, pero también existe una mayor gobernabilidad. Genera habitualmente, un sistema bipartidista [Ley de Duverger]; aunque no exista un bipartidismo puro en el Parlamento, reduce en cada circunscripción la competencia efectiva a dos partidos».
Por otro lado, este tipo de sistema favorece la existencia del llamado «voto útil», es decir, el voto por el candidato que más posibilidades tiene sin que sea necesariamente la primera preferencia del elector. También favorece lo que se conoce como «la teoría del péndulo»: cada partido tiene sus electores naturales -que le votan o se abstienen-, y el «voto flotante», que se corresponde con los electores que votan a uno u otro según la campaña, el candidato o sus motivaciones personales, produciéndose la alternancia entre dos partidos, en un cambio cíclico entre uno y otro.
Sus defensores argumentan que implica un importante grado de estabilidad del sistema político, cuyo primer ministro obtiene apoyo de la mayoría y también subrayan que favorece que los candidatos tengan que mantener el contacto con su electorado. Asimismo afirman que favorece la democracia interna de los partidos a diferencia de los sistemas proporcionales donde es muy difícil de garantizar o inexistente en la mayoría de los casos. Insisten en que, a diferencia de los sistemas de representación proporcional, donde los aparatos, con el poder que les otorga la designación de las listas electorales, obstaculizan o anulan completamente la discrepancia interna imponiéndose el criterio de las cúpulas a las que todos los parlamentarios obedecen, en los modelos mayoritarios en cambio por su mayor representatividad, autonomía y cercanía al elector el debate interno y parlamentario fluye en mayor medida que en los sistemas multipartidistas.

### 2. Sistema mayoritario plurinominal (voto en bloque)
Es el mismo sistema que el mayoritario uninominal pero aplicado a circunscripciones plurinominales. El elector puede votar por diversos candidatos hasta un número igual al número de escaños a cubrir, que pueden ser del mismo partido (voto en bloque). Si esto sucede, lo que es muy probable, la desproporcionalidad es incluso más intensa que en el sistema mayoritario uninominal. En la actualidad no se aplica en ningún país, pero sí se utilizó en Turquía en la década de 1950.

### 3. Sistema mayoritario a dos vueltas
Este sistema electoral se caracteriza porque la expresión de la voluntad popular se realiza en dos tiempos. El caso arquetípico es el sistema electoral francés (Ballottage). Para ser elegido en la primera vuelta, es necesario obtener la mayoría absoluta, lo que haría innecesario una segunda vuelta. Generalmente esto no suele ocurrir, ya que en la primera vuelta suele existir una dispersión ideológica en cuanto al sentido del voto, por lo que el "voto útil" opera con escasa intensidad.
Para la segunda vuelta, se hacen alianzas de afinidad ideológica de forma que se retira el candidato peor situado para que sus votantes ejerzan el voto útil en la segunda vuelta al mejor situado del espectro ideológico. Esto provoca que el sistema de partidos se configure con un multipartidismo atemperado por las alianzas de las segundas vueltas.

### 4. Sistema mayoritario de voto alternativo
El elector enumera por orden de preferencia a los candidatos presentados en una circunscripción uninominal. Si una vez realizado el escrutinio de los candidatos escogidos en las primeras preferencias ninguno obtiene la mayoría absoluta de los votos, se procede a eliminar al candidato que haya obtenido menor número de votos. Las papeletas en las que aparecía este en primer lugar no son eliminadas, sino que se pasa a contabilizar la segunda preferencia, sumando estos votos al recuento de sus respectivos candidatos. El procedimiento se repite tantas veces como sea necesarias hasta que uno de los candidatos alcance la mayoría absoluta. Este sistema es el que se utiliza en Australia y, como ha señalado Xavier Torrens, «penaliza a aquellos candidatos que si bien pueden tener el respaldo de muchos votantes, tienen más electores adversarios que partidarios».

### 5. Sistema mayoritario de voto limitado
Es una variante del escrutinio mayoritario plurinominal en el que cada votante puede elegir un número de candidatos inferior al número de escaños que tiene asignada la circunscripción electoral plurinominal. Funciona con listas abiertas en las que el elector puede estar obligado a votar por un número fijo de candidatos o bien tener libertad para votar hasta el número máximo de candidatos establecido. Con esta fórmula electoral los candidatos del partido más votado se llevan la mayoría de los escaños, pero no todos, quedando algún escaño para el segundo (el resto es muy difícil que obtengan representación). Esta fórmula electoral es la que se utiliza en las elecciones al Senado de España.

## Países
| Países con sistema electoral mayoritario  | Países con sistema electoral mayoritario | Países con sistema electoral mayoritario | Países con sistema electoral mayoritario   | Países con sistema electoral mayoritario | Países con sistema electoral mayoritario                                                               |
|                                           | Circunscripción electoral                | Forma de la candidatura                  | Estructura del voto                        | Barrera electoral                        | Fórmula electoral                                                                                      |
| ----------------------------------------- | ---------------------------------------- | ---------------------------------------- | ------------------------------------------ | ---------------------------------------- | --- |
| Reino Unido                               | Uninominal                               | Candidatura unipersonal                  | Voto único                                 | -                                        | Escrutinio mayoritario uninominal (first-past-the-post)                                                |
| Estados Unidos (Cámara de Representantes) | Uninominal                               | Candidatura unipersonal                  | Voto único                                 | -                                        | Escrutinio mayoritario uninominal (first-past-the-post)                                                |
| Francia                                   | Uninominal                               | Candidatura unipersonal                  | Voto único (posibilidad de segunda vuelta) | 12,5 % para pasar a la segunda vuelta    | Escrutinio mayoritario uninominal (con segunda vuelta si ningún candidato alcanza la mayoría absoluta) |
| Canadá                                    | Uninominal                               | Candidatura unipersonal                  | Voto único                                 | -                                        | Escrutinio mayoritario uninominal (first-past-the-post)                                                |
| Australia                                 | Uninominal                               | Candidatura unipersonal                  | Voto alternativo                           | -                                        | Segunda vuelta instantánea                                                                             |
| España (Senado)                           | Plurinominal                             | Listas abiertas                          | Panachage (con voto limitado)              | -                                        | Escrutinio mayoritario plurinominal de voto limitado                                                   |

## Críticas
Uno de los inconvenientes de los sistemas electorales de representación mayoritaria es su falta de equidad. En general, todos los sistemas favorecen a los grandes partidos, pero se hace mucho más evidente en los mayoritarios a una vuelta, que castigan con dureza las terceras opiniones, por lo que existe el problema de la no-representación de las minorías. En países sociológicamente homogéneos esto no representa grandes problemas, pero sí puede serlo en estados con cierta fragmentación social, como puede ser el caso de España. Cabe añadir, que aunque el sistema mayoritario perjudica a las terceras opciones, esto también ocurre en algunos sistemas proporcionales, como en el caso español con IU y UPyD.

## Comparación entre los sistemas electorales mayoritario y proporcional
El debate sigue abierto sobre cuál de los dos grandes tipos de sistemas electorales es mejor, aunque existe cierto consenso en considerar que el sistema electoral mayoritario privilegia la gobernabilidad sobre el pluralismo político, mientras que en el sistema electoral proporcional ocurre lo contrario. Pero como ha señalado Xavier Torrens ambos sistemas «tienen aspectos positivos y negativos». «En última instancia, los sistemas electorales son el resultado de las circunstancias históricas que rodean un sistema político determinado, de los intereses partidistas según la correlación de fuerzas existente y de la concepción que subyace sobre la democracia», añade Torrens.
En el cuadro siguiente se especifican los aspectos positivos de cada uno de los dos sistemas, según Xavier Torrens:
| Determina con gran claridad a qué partido le corresponde el Gobierno                              | Proporciona al votante mayor cantidad de opciones por lo que incentiva el voto sincero en detrimento del voto útil.                         |
| Impide una excesiva fragmentación parlamentaria                                                   | Refleja el pluralismo político y la complejidad de la sociedad sin que ningún sector social quede excluido.                                 |
| Favorece la estabilidad del Gobierno, evitando las crisis parlamentarias                          | Facilita las situaciones de poder compartido y coaliciones de gobierno y favorece el control parlamentario del Gobierno desde la oposición. |
| Los representantes tiene mayor capacidad de iniciativa individual en relación a su propio partido | Ofrece mayor grado de competitividad política y favorece el surgimiento de nuevos partidos.                                                 |
| Se gobierna según la voluntad de la mayoría.                                                      | Se da al ciudadano mayor poder de decisión y una mayor libertad individual, por lo que incentiva la participación política.                 |
| Tiende a evitar el extremismo, favoreciendo los partidos centristas y catch-all party             | Respeta mejor los derechos y la representación de las minorías.                                                                             |